# كمرة بالا (أشترينان)
کمرة بالا (بالفارسية: کمره بالا) هي مستوطنة تقع في إيران في قسم أشترینان الريفي. يقدر عدد سكانها بـ 183 نسمة بحسب إحصاء 2016.